# Ametris bitactaria
Ametris bitactaria là một loài bướm đêm trong họ Geometridae.